# Ilia Jiline
Ilia Sergueïevitch Jiline (en russe : Илья Сергеевич Жилин) est un joueur russe de volley-ball né le 10 mai 1985 à Kirov (oblast de Kirov, alors en URSS). Il mesure 1,96 m et joue réceptionneur-attaquant. Il totalise 25 sélections en équipe de Russie.

## Clubs
| Club                      | De        | À         |
| ------------------------- | --------- | --------- |
| Dinamo Kirov              | 2001-2002 | 2002-2003 |
| Prikame Perm              | 2003-2004 | 2003-2004 |
| Iskra Odintsovo           | 2004-2005 | 2005-2006 |
| Zorki Krasnogorsk         | 2006-2007 | 2006-2007 |
| Lokomotiv Belgorod        | 2007-2008 | 2007-2008 |
| Dynamo-Yantar Kaliningrad | 2009-2010 | 2009-2010 |
| Fakel Novy Ourengoï       | 2010-2011 | 2010-2011 |
| Lokomotiv Novossibirsk    | 2011-2012 | …         |

## Palmarès
- Ligue mondiale (1)
  - Vainqueur : 2013
- World Grand Champions Cup
  - Finaliste : 2013
- Championnat du monde des moins de 21 ans (1)
  - Vainqueur : 2005
- Championnat d'Europe (1)
  - Vainqueur : 2013
- Championnat d'Europe des moins de 21 ans (1)
  - Vainqueur : 2004
- Championnat du monde des clubs
  - Finaliste : 2013
- Ligue des champions (1)
  - Vainqueur : 2013
- Coupe de la CEV
  - Finaliste : 2006
- Championnat de Russie
  - Finaliste : 2009, 2013
- Coupe de Russie (1)
  - Vainqueur : 2011
  - Finaliste : 2005